# Trippstadt
Trippstadt là một đô thị ở huyện Kaiserslautern, trong bang Rheinland-Pfalz, phía tây nước Đức. Đô thị Trippstadt có diện tích 43,74 km², dân số thời điểm ngày 31 tháng 12 năm 2006 là 3105 người.